# Jaroslav Serpan
Jaroslav Serpan (4. června 1922, Karlštejn – květen 1976, při horolezeckém výstupu v Pyrenejích) byl česko-francouzský malíř, básník, spisovatel a matematik. Byl prohlášen za nezvěstného 17. května 1976 po horské túře provedené v Ariège v Pyrenejích; jeho tělo bylo nalezeno v květnu roku 1981.[zdroj?]

## Život
Česko-francouzský umělec Jaroslav Serpan se narodil 4. června 1922 v obci Karlštejn poblíž Prahy jako Jaroslav Sossountzov (rusky Сосунцов) v Československu usazeným lékařům, kteří emigrovali z Ruska. V roce 1924 se jeho rodina přesunula z Čech do francouzské kolonie Dahome, dnešního Beninu. V roce 1927 se následně usadili ve Versailles. Jaroslav Serpan vystudoval biologii a matematiku na pařížské Sorbonně a v roce 1953 na stejné instituci získal doktorský titul ze statistické biologie.
V letech 1946 - 1948 byl Jaroslav Serpan členem surrealistické skupiny shromážděné kolem Andrého Bretona. S tímto uskupením vystavoval v roce 1947 v Galerii Maeght na programové výstavě francouzského poválečného surrealismu nazvané Surréalisme en 1947. Tato přehlídka byla následně díky úsilí Jindřicha Heislera částečně přenesena do Prahy a v témže roce byla uvedena v Topičově salonu pod názvem Mezinárodní surrealismus. V roce 1948 se Serpan odvrátil od surrealismu a věnoval se informelu; partnerem v dialogu o možnostech informální malby mu byl kritik umění a kurátor Michel Tapié. Jejich intenzivní a dlouholetá spolupráce vyústila do řady výstavních projektů. Michel Tapié napsal celou řadu textů v katalozích samostatných výstav Jaroslava Serpana a zařadil jeho práci také do souborných přehlídek aktuální tvorby, jež pořádal. Jednalo se například o výstavy Jiné umění či Signifiants de l'Informel z roku 1951. Tapié sledoval Serpanovu práci i během 60. a 70. let a pravidelně zařazoval jeho obrazy do výstav, které pořádal v turínském Centru pro estetický výzkum.
Umělec přesídlil v roce 1957 do Le Pecq a svůj zdejší dům vyzdobil v interiéru informelní výmalbou. V témže roce byla uspořádána výstava jeho děl v galerii Smela v Düsseldorfu. Obrazy Jaroslava Serpana byly vystaveny v roce 1958 v Mnichově (Gallery van der Loo), Paříži (Galerie Stadler), Bruselu (Palais des Beaux-Arts), a v New Yorku (Kootz Gallery). V roce 1959 vystavoval v Galerii Hella Nebelung v Düsseldorfu a podílel se na "Documenta II" v Kasselu. Serpanova díla byla prezentována také v roce 1961 v Galerii Lutz a Meyer.
V roce 1963, Jaroslav Serpan vyhrál "Prix Marzotto" a "Couronne d'or", cenu udělovanou Mezinárodním centrem estetického výzkumu v Turíně. Jeden z jeho výrazných projektů byl triptych pro klášterní kostel Beaulieu vytvořený v roce 1972. V 70. letech se Jaroslav Serpan obecně věnoval realizacím určeným do veřejného prostoru a dále rozvíjel svůj zájem o sochařství. Prostorovost Serpanových soch a objektů přirozeně navazovala na reliéfní povrch jeho maleb, který byl často utvářen nejen vysokými pastozními nánosy barvy, ale byl strukturován také dalšími materiály jako byl například cement.

## Výstavy
- 1945 – Salons des Indépendants, Paříž
- 1957 – galerie Smela, Düsseldorf
- 1958 – galerie van der Loo, Mnichov
- 1958 – galerie Stadler, Paříž
- 1958 – Palais des Beaux-Arts de Bruxelles, Brusel
- 1958 – Kootz Gallery, New York
- 1959 – galerie Hella Nebelung, Düsseldorf
- 1959 – Dokumenta II, Kassel
- 1977 – Retrospektiva, Beaulieu-en-Rouergue
- 1983 – Retrospektiva, Fondation nationale des arts graphiques et plastiques, Paříž
- 1984 – Musée des Beaux-Arts, Palais Saint-Pierre, Lyon
- 2015 - Muzeum Kampa, Praha